# Camp (cultuuruiting)

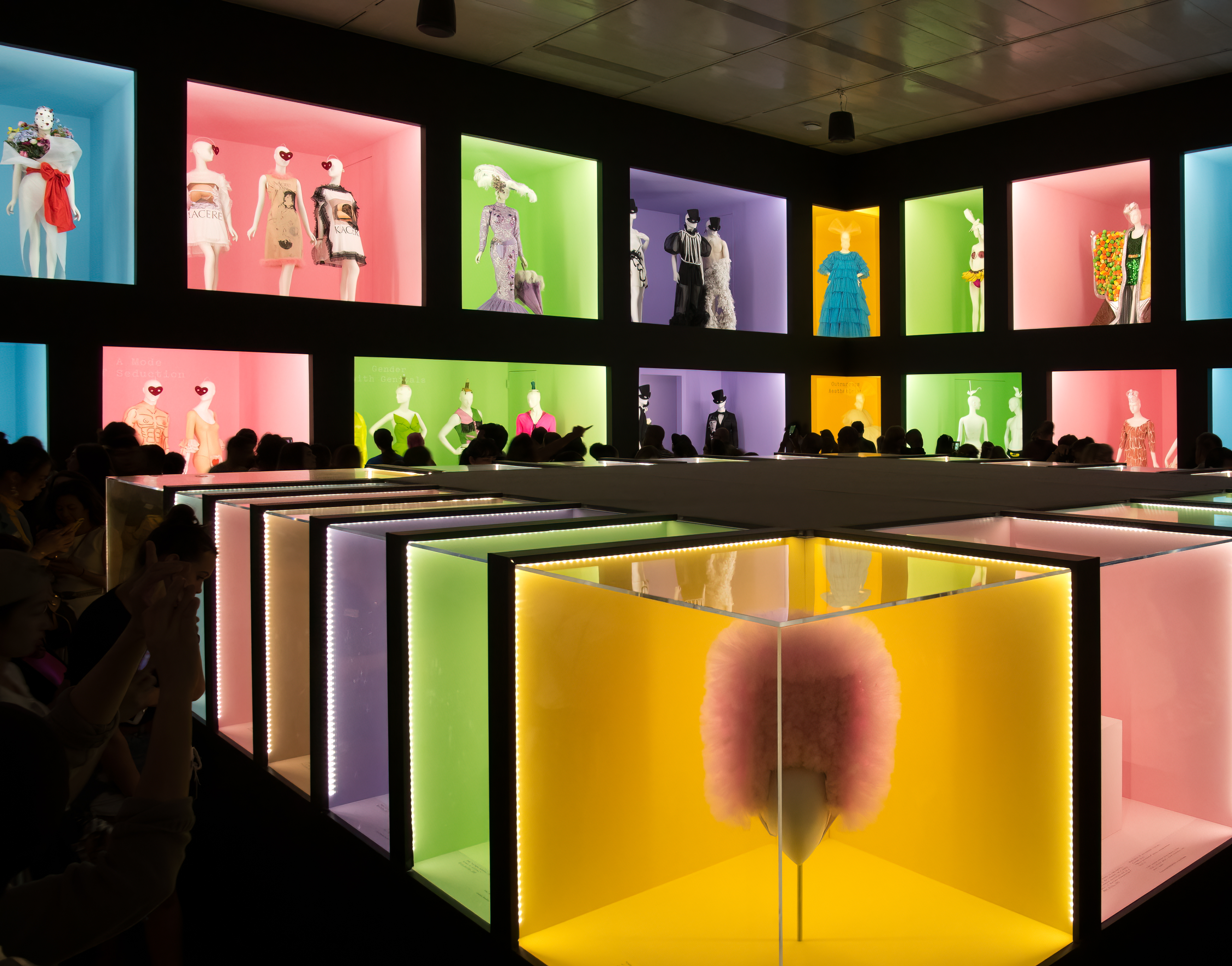
Expositie "Camp: Notes on Fashion" in het Metropolitan Museum of Art (2019)

Camp is een verzamelnaam voor cultuuruitingen die doelbewust gebruikmaken van kitscherige elementen. Camp is hiermee het omarmen van massacultuur met artistieke bijbedoelingen.
In ruimere zin wordt ook kitsch die met ironisch enthousiasme door een kliek van liefhebbers wordt bejubeld, camp genoemd. In dat geval is niet de kunstuiting camp maar degene die het prijst en bejubelt. Een alledaags voorbeeld hiervan is het overdreven prijzen van soap-opera's of het Eurovisiesongfestival door mensen die duidelijk niet tot de doelgroep van deze programma's behoren. Ook Nederlandse artiesten als Johnny Jordaan, Zangeres Zonder Naam, André Hazes en Willeke Alberti mochten zich verheugen in de belangstelling van een publiek dat zichzelf camp vond.

## Etymologie
De herkomst van het woord camp is onduidelijk. Een van de vele geruchten luidt dat het oorspronkelijk KAMP was: een Amerikaanse politie-afkorting voor de verdachtmaking: 'Known As Male Prostitute' ('Bekend als mannelijke prostitué'.) Het begrip duikt in de eerste helft van de twintigste eeuw op in verband met homoseksuele subculturen in de VS en is dan synoniem voor grotesk 'nichterig' gedrag dat als heimelijk herkenningsteken voor homoseksuelen werd beschouwd. Het dwepen met kitscherige kunstuitingen maakte er deel van uit. 
Vanaf de jaren 1960 raakte het begrip 'camp' bij bredere groepen bekend, bijvoorbeeld door het essay Notes on Camp (1964) van Susan Sontag en door het gebruik van camp-elementen in Pop-art en postmoderne kunst.

## Postmodernisme
Het ironisch omarmen van massacultuur is kenmerkend voor zowel camp als postmodernisme. Waar het modernisme een ivoren toren van onbegrijpelijke "hogere" kunst creëerde, en volkse cultuuruitingen als minderwaardig werden beschouwd, stelde het postmodernisme een (al te scherpe) grens tussen hoge en lage cultuur ter discussie. Het dwepen met volkscultuur was een logisch gevolg. Omdat deze populaire uitingen met de nodige artistiek/filosofische bijbedoelingen werden omarmd, kunnen we spreken van camp.

## In de media

### Film
Er zijn in de film ook verschillende voorbeelden van het fenomeen camp.
Regisseur John Waters is een van de bekendere film-makers met films als Pink Flamingos en Cry-Baby.

### Muziek
Camp is duidelijk aanwezig in de clips van de Zweedse muziekformatie Army of Lovers uit de jaren 1990. In Vlaanderen is populaire muziek, gekenmerkt door Camp, wel eens omschreven als foute muziek.